# Лебенська-Гута
Лебенська-Гута (пол. Łebieńska Huta) — село в Польщі, у гміні Шемуд Вейгеровського повіту Поморського воєводства.
Населення — 427 осіб (2011).
У 1975-1998 роках село належало до Гданського воєводства.

## Демографія
Демографічна структура станом на 31 березня 2011 року:
|          | Загалом | Допрацездатний вік | Працездатний вік | Постпрацездатний вік |
| -------- | ------- | ------------------ | ---------------- | -------------------- |
| Чоловіки | 216     | 70                 | 123              | 23                   |
| Жінки    | 211     | 59                 | 113              | 39                   |
| Разом    | 427     | 129                | 236              | 62                   |